# Gajusz Marcjusz Cenzorinus
Gajusz Marcjusz Cenzorinus (łac. Gaius Marcius Censorinus), rzymski senator żyjący za czasów cesarza Augusta.
Był synem Lucjusza Marcjusza Cenzorinusa, konsula w 39 p.n.e.
Marcjusz Cenzorinus sam został konsulem w 8 p.n.e. wraz z Azyniuszem Gallusem.
Jest wspominany w dekrecie Augusta który przytacza Józef Flawiusz odnośnie do równouprawnienia Żydów.
Marcjusz Cenzorinus zmarł w Azji w 2 n.e., gdzie towarzyszył Gajuszowi Cezarowi, wnukowi Augusta. Jego śmierć była powszechnie opłakiwana. Wellejusz Paterkulus pisał, że był to mąż zrodzony do pozyskiwania serc ludzkich.